# Турн-и-Таксис, Максимилиан Антон
Максимилиан Антон Ламораль фон Турн-и-Таксис (нем. Maximilian Anton Lamoral von Thurn und Taxis; 28 сентября 1831, Регенсбург, королевство Бавария — 26 июня 1867, там же) — принц из династии Турн-и-Таксис.

## Биография
Максимилиан Антон родился 28 сентября 1831 года в Регенсбурге в Баварии. Он был вторым сыном и третьим ребёнком в семье 6-го князя Максимилиана Карла Турн-и-Таксиса и его первой жены Вильгельмины фон Дёрнберг. Старший брат Карл Вильгельм умер ещё до его рождения, поэтому Максимилиан Антон считался наследником титула отца.
В 26 лет он женился на дочери баварского герцога Максимилиана Елене, которой исполнилось 24 года, она приходилась родной сестрой императрице Австрии Сисси. Свадьба состоялась 24 августа 1858 года в Поссенхофени, имении отца невесты. Брак оказался счастливым.
Максимилиан Антон умер от отека лёгких в 35-летнем возрасте ещё при жизни своего отца. Похоронен в часовне аббатства святого Эммерама в Регенсбурге. Следующим князем Турн-и-Таксис в 9-летнем возрасте стал его сын Максимилиан. Супруга Елена умерла в 1890 году от рака желудка.

## Потомки
У супругов родилось четверо детей:
- Луиза (1859—1948) — замужем за принцем Фридрихом Гогенцоллерн-Зигмарингеном, детей нет;
- Елизавета (1860—1881) — вышла замуж за претендента на престол Португалии Мигеля Браганса, имела двух сыновей и дочь;
- Максимилиан Мария (1862—1885) — 7-й князь Турн-и-Такис, женат не был, детей не имел;
- Альберт (1867—1952) — 8-й князь Турн-и-Таксис, был женат на Маргарите Клементине Австрийской, имели восемь детей.